# На краю света (фильм, 2009)
«На краю света» (дат. Ved verdens ende, англ. At World’s End) — датский фильм 2009 года. Фильм был номинирован на премию Датской киноакадемии «Роберт» в 6 категориях.

## Сюжет
Датский невротичный психиатр Адриан Габриэльсен (Ли Кос) вместе со своей неловкой ассистенткой Беате (Биргитта Сёренсен) отправляется в столицу Индонезии Джакарту, чтобы определить, является ли сумасшедшим приговорённый там к смерти их земляк отшельник Северин Гертсен (Николай Костер-Вальдау), утверждающий, что убийство британской съёмочной группы в джунглях Суматры он совершил из-за обнаруженного ей цветка, который на протяжении века даёт ему вечную молодость. 
По стечению обстоятельств уже вскоре всем троим приходится скрываться от военных и международной мафии, заинтересовавшихся поиском таинственного цветка. Как о возможной единственной надежде для своей смертельно больной матери, о нём начинает думать и сам Адриан.

## В ролях
| Актёр                  | Роль               |
| ---------------------- | ------------------ |
| Николай Костер-Вальдау | Северин Гертсен    |
| Николай Ли Кос         | Адриан Габриэльсен |
| Биргитта Йорт Сёренсен | Беате              |
| Николас Бро            | Микаель Фельдт     |
| Стивен Беркофф         | Джек Пудовски      |
| Ки Чан                 | генерал Сомчэйк    |